# Barycnemis agilis
Barycnemis agilis är en stekelart som först beskrevs av Holmgren 1860.  Barycnemis agilis ingår i släktet Barycnemis och familjen brokparasitsteklar. Arten är reproducerande i Sverige. Inga underarter finns listade.